# オークションハウス
『オークションハウス』（옥션하우스）は、2007年に韓国で放送されたテレビドラマ（韓国ドラマ）である。日本ではBS11デジタルで2008年5月25日から8月10日まで放送（時間はJST）された。

## 韓国での放送
- 放送局名 - MBC
- 放送期間 - 2007年9月30日～2007年12月23日
- 放送時間 - 毎週日曜日23時40分～24時50分（KST）

## 日本での放送
- BS11デジタル
  - 毎週日曜日21時00分～21時55分
  - 毎週金曜日16時00分～16時55分（再放送）

## 出演者
- チャ･ヨンス（ヨンス） - ユン・ソイ

「ウィルオークション」の新人。父は過去に贋作家だった。いまは漁師。
- オ･ユンジェ（ユンジェ） - チョン・チャン

チャ･ヨンスの先輩。美術品の知識はすごい。よくヨンスと組む。
- ミン・ソリン（ミン理事） - キム・ヘリ

桃にアレルギーを持つ娘がいる。
- チョン・ナギョン（ナギョン） - イ・ユジョン

チャ･ヨンスの先輩。
- ナ・ドヨン（ドヨン） - チョン・ソンウン

## スタッフ
- 監督
  - ソン・ヒョンソク - 1～3話
  - キム・テジン - 4～6話
  - カン・デソン - 7～9話
  - イ・ジョンヒョ - 10～12話

- 脚本
  - キム・ナムギョン
  - チン・ホンス
  - クォン・キギョン
  - キム・ミヒョン